# Třída Aung Zeya
Třída Aung Zeya je třída fregat myanmarského námořnictva. Jsou to první fregaty vyvinuté a postavené v myanmarských loděnicích. Druhá jednotka třídy Kyan Sit Thar je zároveň první myanmarskou stealth fregatou. Odhaduje se, že bude postaveno celkem šest jednotek této třídy.

## Stavba
Myanmarský program stavby fregat byl zahájen roku 2005. Fregaty jsou stavěny v domácích loděnicích s čínskou pomocí. Třídu staví loděnice Myanmar Naval Dockyard v Sinmalaiku u Rangúnu. Stavba prototypové jednotky Aung Zeya byla zahájena roku 2006.
Jednotky třídy Aung Zeya:
| Jméno               | Spuštěna        | Vstup do služby   | Status    |
| ------------------- | --------------- | ----------------- | --------- |
| Aung Zeya (F11)     | 2008            | 2010              | aktivní   |
| Kyan Sit Thar (F12) | 2012            | 31. března 2014   | aktivní   |
| Sin Phyu Shin (F14) | 29. března 2014 | 24. prosince 2015 | aktivní   |
|                     |                 |                   | ve stavbě |

## Konstrukce

### První skupina (F11)
Aung Zeya je vyzbrojena jedním 76mm kanónem OTO Melara, čtyřmi ruskými 30mm kanónovými komplety AK-630 a čtyřmi čínskými protilodními střelami C-602 (YJ-62). Na zádi se nachází přistávací plocha pro vrtulník, nikoliv však hangár. Obranu proti vzdušnému napadení tvoří šestinásobný protiletadlový raketový komplet pocházející z KLDR. K ničení ponorek slouží dva raketové vrhače hlubinných pum RBU-1200. Plavidlo pohání čtyři čínské licenční diesely Pielstick 16 PA6 STC. Nejvyšší rychlost dosahuje 30 uzlů.

### Druhá skupina (F12 a F14)

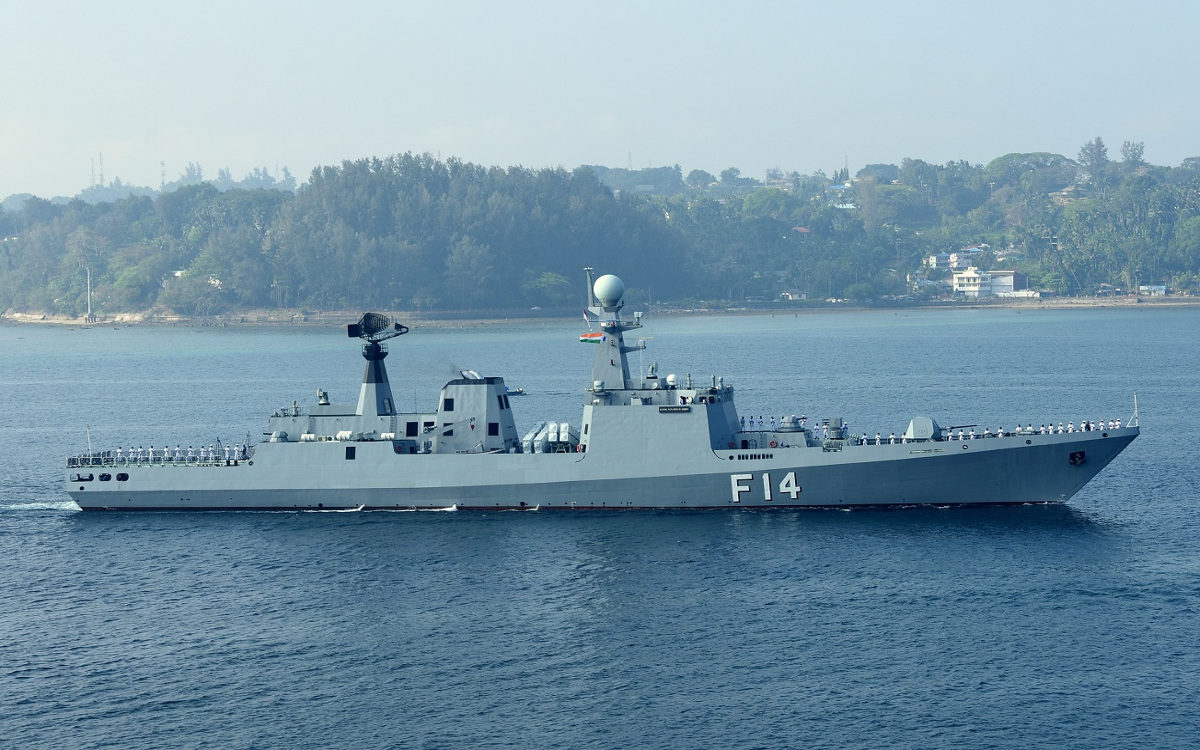
King Sin Phyu Shin (F14)

Počínaje druhou jednotkou mají fregaty moderněji tvarované nástavby (stealth). Nesou indický 2D vyhledávací radar RAWL-02, což je licenční Thales LW-08. Kromě toho mají plavidla dva další čínské střelecké radary a indický trupový sonar. Jeden 76mm kanón a čtyři 30mm kanóny AK-630 jsou použity stejně jako u fregaty Aung Zeya. Jejich údernou výzbrojí je ovšem osm střel C-802 (YJ-82), které jsou naváděny čínským radarem typu 362, umístěným na vrcholu předního stožáru. Obranu proti vzdušnému napadení tvoří šestinásobný protiletadlový raketový komplet pocházející z KLDR. K ničení ponorek slouží dva raketové vrhače hlubinných pum RBU-1200 a dva trojhlavňové 324mm torpédomety Yu-7. Indie pro ně dodala lehká torpéda Shyena. Výzbroj doplňují dva 14,5mm kulomety. Fregaty jsou vybaveny hangárem pro vrtulník. Pohonný systém je stejný.